# Bernd Merbitz

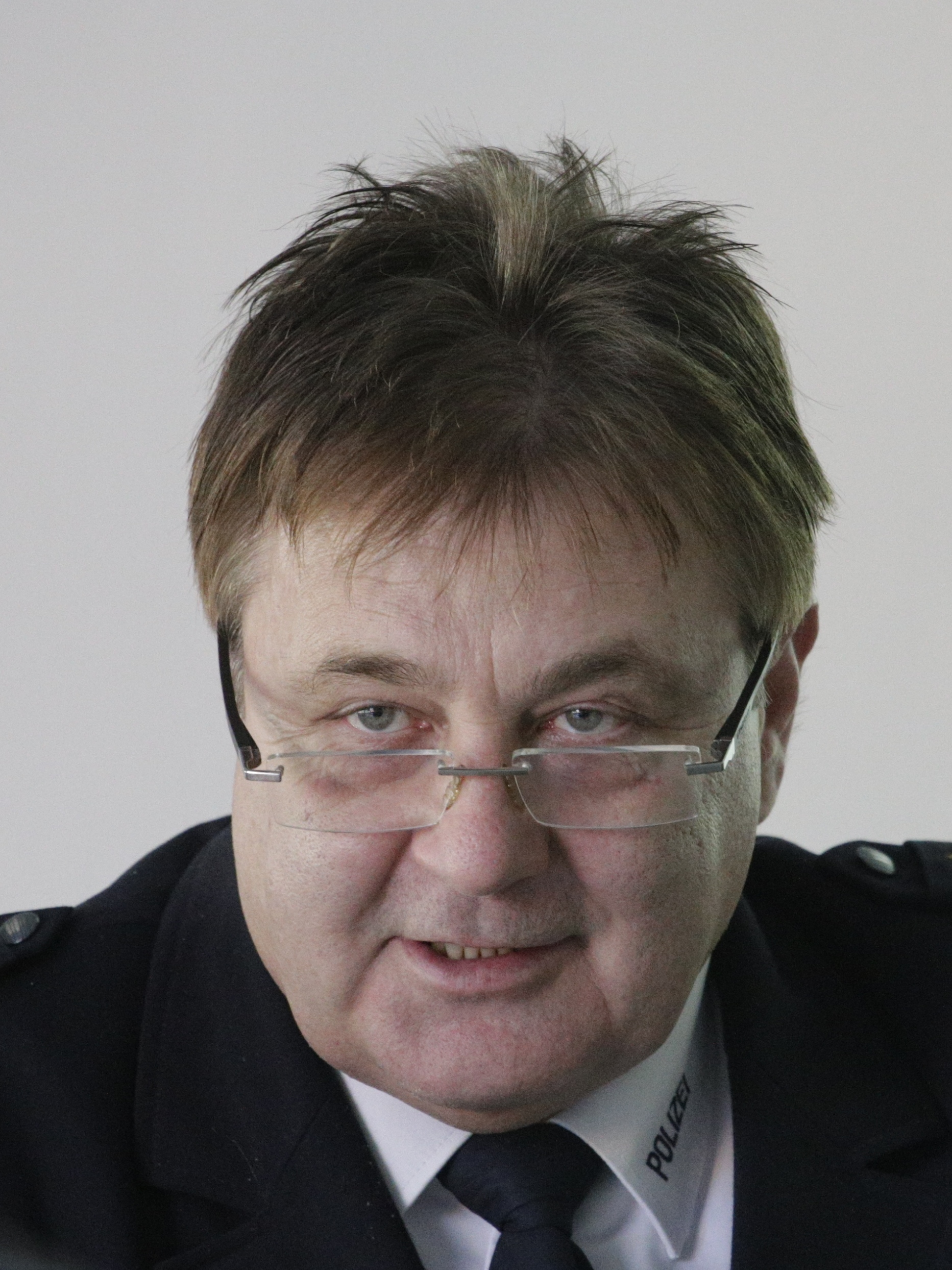
Bernd Merbitz

Bernd Merbitz (* 1956 in Zumroda, Kreis Schmölln) war von 2007 bis 2012 Landespolizeipräsident in Sachsen und danach bis Ende Januar 2019 Polizeipräsident in Leipzig und Leiter der Polizeidirektion Leipzig (Leipzig, Landkreise Nordsachsen und Leipziger Land).

## Leben
Bernd Merbitz absolvierte von 1984 bis 1986 ein Studium an der Hochschule der Deutschen Volkspolizei Berlin mit dem Abschluss als Diplom-Staatswissenschaftler. 1989 hatte er den Dienstrang eines Majors der Kriminalpolizei. Sein Einsatzgebiet war die Leitung der Morduntersuchungskommission bei der Bezirksbehörde der Deutschen Volkspolizei (BdVP) in Leipzig. 
Vom 15. Juli 1991 bis 31. August 1998 war Bernd Merbitz Leiter der Abteilung Polizeilicher Staatsschutz beim Landeskriminalamt Sachsen und Chef der Sonderkommission Rechtsextremismus (Soko Rex). Danach übernahm er bis zum 31. Dezember 2004 die Leitung der Polizeidirektion Grimma. Anschließend wurde er Polizeipräsident der Polizeidirektion Westsachsen. Seit dem 1. Juli 2007 leitete er kommissarisch die Abteilung Öffentliche Sicherheit und Ordnung, Landespolizeipräsidium im Sächsischen Staatsministerium des Innern und löste damit Klaus Fleischmann ab. Am 25. September 2007 wurde Bernd Merbitz zum Landespolizeipräsidenten ernannt. Mit Wirkung vom 1. Oktober 2012 trat er in Nachfolge von Horst Wawrzynski seinen Dienst als Polizeipräsident in Leipzig an. Am 1. Februar 2019 erfolgte seine Verabschiedung in den Ruhestand, ihm folgte Torsten Schultze im Amt.
Bis 1989/1990 war Bernd Merbitz Mitglied der SED. Nach der Wende wurde er CDU-Fraktionschef im Kreistag des Muldentalkreises. Seit 2008 gehörte Merbitz als Beisitzer dem Landesvorstand der CDU Sachsen an. Zur Landtagswahl in Sachsen 2019 trat Merbitz für die CDU als Direktkandidat im Wahlkreis Nordsachsen 3 (Torgau, Oschatz) an, wo er mit 31,6 % der Erststimmen der AfD-Kandidatin Gudrun Petzold (33,3 %) unterlag.
Daneben wirkte Merbitz neben 13 anderen Autoren an der 2014 veröffentlichten Krimi-Anthologie Stammtischmorde III: 13 Krimi-Experten und Polizeipräsident Bernd Merbitz packen aus von Hartwig Hochstein mit.
Merbitz ist seit 1998 in zweiter Ehe verheiratet und Vater zweier Töchter. Merbitz wurde evangelisch getauft und war Atheist; 2012 konvertierte er zum Katholizismus und setzte sich danach erfolgreich für die Durchführung des 100. Deutschen Katholikentages 2016 in Leipzig ein.
Am 19. September 2018 wurde Merbitz zum Präsidenten des Sportvereins SC DHfK Leipzig gewählt. Zum 1. Februar 2020 trat Merbitz aus der CDU aus. Gegenüber der Leipziger Volkszeitung gab er an, sich mehr dem Sport widmen und „für den SC DHfK Leipzig noch viel bewegen“ zu wollen.

## Auszeichnungen
- 2009: Paul-Spiegel-Preis für Zivilcourage[12][13]
- 2010: Senator-Lothar-Danner-Medaille

## Zitate
„Ich bin davon überzeugt, daß die Umstellung auf den neuen Staat Leuten wie mir leichter fällt als den Menschen, die im Herbst die Revolution gemacht haben. Diese Menschen werden auch in der Zukunft nur Außenseiter bleiben.“